# TransLT
TransLT este un program utilizat în geodezie, special dezvoltat pentru realizarea calculului parametrilor de transformare și transformarea coordonatelor între două sisteme de coordonate într-un mod practic și rapid. Programul se adresează în principal specialiștilor ce utilizează tehnologia GPS pentru realizarea lucrărilor geodezice. Programul TransLT este comercializat de compania CADWARE Engineering, unul dintre cei ai importanți furnizori de soluții software din România.

## Introducere
Producătorul programului TransLT este compania 3D Space

, care a lansat aplicația în aprilie 2010. Programul a fost dezvoltat de inginerul Cristinel Bujor, care a creat și alte programe cu utilizare în topografie, geodezie și cadastru (TopoLT și ProfLT), adaptate în special la standardele românești de proiectare. 
Interfața programului TransLT este intuitivă, ușor de utilizat, iar datele se pot importa direct dintr-un fișier de tip text sau csv. De asemenea, programul permite salvarea fișierelor cu modificările efectuate pentru fiecare pas al transformării. Pentru a ușura operarea cu multitudinea sistemelor de coordonate de referință existente, TransLT conține un modul care extrage informații din baza de date EPSG.
TransLT este o aplicație care oferă utilizatorului următoarele trei funcționalități majore, și anume: calcularea parametrilor de transformare între două sisteme de coordonate; transformarea coordonatelor între două sisteme de coordonate; desenarea de poligoane, căi (trasee) sau puncte în Google Earth.
Afișarea parcelelor în Google Earth permite afișarea parcelelor folosind direct coordonatele din documentele cadastrale și poate fi utilizată de agenți imobiliari, funcționari bancari, proprietari de terenuri pentru verifica si a vizualiza poziția terenurilor.

## Funcții ale programuluiTransLT
Calculul parametrilor de transformare pentru punctele comune poate fi făcut pentru următoarele situații:
- pentru o transformare 1D (calcul cu 5 parametri sau cu 1 parametru);
- pentru o transformare 2D (calcul cu 4, 5 sau 6 parametri);
- pentru o transformare 3D (calcul cu 7, 8, 9, 10 sau 12 parametri).
Se pot realiza transformări universale de coordonate dintr-un sistem într-altul introducând la alegere operațiile cu coordonate. Transformarea din coordonate geografice sistem de referință European ETRS89 (GRS80) în Stereo ’70 se face în conformitate cu indicațiile ANCPI.
Conversii fișiere de coordonate. Acesta reprezintă un alt mod de operare al TransLT prin care se pot converti fișiere de coordonate folosind unul din modelele de transformare.
Desenează în Google Earth. Programul permite desenarea entităților grafice (poligoane, căi sau puncte) în Google Earth. Transformarea coordonatelor din sistemul de proiecție în coordonate geografice (φ, λ) pe elipsoidul WGS84 sau ETR89 (GRS80) este făcută folosind unul din modelele de transformare din lista de modele.
Descarcă altitudini folosind serviciile Google Maps Elevation API. Altitudinile sunt obținute prin interpolare de pe modelul 3D al planetei Pamânt, date puse la dispoziția utilizatorilor de către Google API Console. Sistemul de coordonate geografice acceptat de Google Maps este cel definit pe elipsoidul “WGS84” (“ETRS89”), Primul Meridian “Greenwich”.
Crearea propriului model de transformare sau operațiuni cu coordonate folosind baza de date EPSG.
Afișarea parcelelor în Google Earth permite afișarea parcelelor folosind direct coordonatele dintr-un sistem de proiecție și poate fi utilizată de agenți imobiliari, funcționari bancari, proprietari de terenuri.
Librariile DLL se pot integra în alte programe sau aplicații. Astfel, TransLT poate fi folosit de producătorii de software pentru realizarea de noi programe.

## Compatibilitate cu alte softuri
Cu ajutorul TransLT se pot realiza fișierele cu modelele de transformare necesare pentru a desena în Google Earth cu ajutorul programului TopoLT.

## Limbi disponibile
TransLT funcționează în mai multe limbi, putând fi tradus de către utilizator în orice limbă. 

## Date despre program
Dezvoltator: 3D Space
Lansare: aprilie 2010
Ultima versiune: TransLT 5
Sistem de operare: Windows
Limbi: română, engleză, franceză
Tip program: software
Licență permanentă
Website: https://www.topolt.com